# Pamuk (biljni rod)
Pamuk (lat. Gossypium) je rod biljaka iz porodice Malvaceae kojemu pripada 49 priznatih vrsta. Sjeme sadrži 27% ulja. Obradom se dobivaju važna tekstilna vlakna. Biljke od kojih se radi pamuk pripadaju ovom rodu.
Ima dobro razvijen vretenast korijen, urezano lišće, žućkaste cvjetove. 
Sjeme pamuka je obraslo vlaknima prosječne dužine oko 30 mm; odvajanjem sjemena, tj. egreniranjem i raznim postupcima prečišćavanja, dobiva se važna tekstilna sirovina, među najviše korištenim proizvodom u svijetu, uz ugljen i čelik u svjetskoj trgovini. Najveći proizvođači ove biljke su: SAD, Rusija, Indija, Egipat itd.
Pri klasifikaciji pojednih vrsta pamuka uzima se u obzir: 
- boja, sjaj, količina vlakna i vrsta nečistoće
- srednja i maksimalna dužima vlakna
- čvrstoća i finoća vlakna, ravnomjernost i dr.

## Vrste
1. Gossypium anapoides J.M.Stewart, Craven, Brubaker & Wendel
2. Gossypium anomalum Wawra & Peyr.
3. Gossypium arboreum L.
4. Gossypium areysianum Deflers
5. Gossypium aridum (Rose & Standl.) Skovst.
6. Gossypium australe F.Muell.
7. Gossypium barbadense L.
8. Gossypium bickii (F.M.Bailey) Prokh.
9. Gossypium bricchettii (Ulbr.) Vollesen
10. Gossypium californicum Mauer
11. Gossypium contextum O.F.Cook & J.W.Hubb.
12. Gossypium costulatum Tod.
13. Gossypium cunninghamii Tod.
14. Gossypium darwinii G.Watt
15. Gossypium dicladum O.F.Cook & J.W.Hubb.
16. Gossypium ekmanianum Wittm.
17. Gossypium enthyle Fryxell, Craven & J.M.Stewart
18. Gossypium exiguum Fryxell, Craven & J.M.Stewart
19. Gossypium gossypioides (Ulbr.) Standl.
20. Gossypium harknessii Brandegee
21. Gossypium herbaceum L.
22. Gossypium hirsutum L.
23. Gossypium hypadenum O.F.Cook & J.W.Hubb.
24. Gossypium incanum (O.Schwartz) Hillc.
25. Gossypium irenaeum Lewton
26. Gossypium klotzschianum Andersson
27. Gossypium laxum L.Ll.Phillips
28. Gossypium lobatum Gentry
29. Gossypium londonderriense Fryxell, Craven & J.M.Stewart
30. Gossypium longicalyx J.B.Hutch. & B.J.S.Lee
31. Gossypium marchantii Fryxell, Craven & J.M.Stewart
32. Gossypium morrilli O.F.Cook & J.W.Hubb.
33. Gossypium mustelinum Miers ex G.Watt
34. Gossypium nelsonii Fryxell
35. Gossypium nobile Fryxell, Craven & J.M.Stewart
36. Gossypium patens O.F.Cook & J.W.Hubb.
37. Gossypium pilosum Fryxell
38. Gossypium populifolium (Benth.) F.Muell. ex Tod.
39. Gossypium pulchellum (C.A.Gardner) Fryxell
40. Gossypium raimondii Ulbr.
41. Gossypium robinsonii F.Muell.
42. Gossypium rotundifolium Fryxell, Craven & J.M.Stewart
43. Gossypium schwendimanii Fryxell & S.D.Koch
44. Gossypium somalense (Gürke) J.B.Hutch., Silow & S.G.Stephens
45. Gossypium stephensii J.P.Gallagher, C.E.Grover & Wendel
46. Gossypium stocksii Mast.
47. Gossypium sturtianum (R.Br.) J.H.Willis
48. Gossypium thurberi Tod.
49. Gossypium timorense Prokh.
50. Gossypium trifurcatum Vollesen
51. Gossypium trilobum (Moc. & Sessé ex DC.) Skovst.
52. Gossypium triphyllum (Haw.) Hochr.
53. Gossypium turneri Fryxell
54. Gossypium vollesenii Fryxell